# Jan Olde Riekerink
Jan Olde Riekerink, né le 22 février 1963 à Hengelo, est un footballeur et un entraîneur néerlandais.
Formé au Sparta Rotterdam, il joue également au FC Dordrecht et au SC Telstar où il termine sa carrière. Devenu entraîneur, il dirige La Gantoise et le FC Emmen mais fait l'essentiel de sa carrière comme entraîneur adjoint ou directeur de centre de formation.
Il est le frère de Edwin Olde Riekerink, également footballeur au sein du FC Groningen et du Sparta Rotterdam.

## Carrière de joueur
Olde Riekerink commence sa carrière au Sparta Rotterdam. Il fait ses débuts en équipe première en 1986 dans un match contre le PSV Eindhoven. Après cinq années au Sparta, il est transféré au FC Dordrecht. Un an plus tard il rejoint le SC Telstar. Il met fin à sa carrière en 1993.

## Carrière d'entraîneur
Jan Olde Riekerink est successivement l'entraîneur des jeunes de l'AFC Ajax de 1995 à 2002. Il est également à l'AFC Ajax l'assistant de Jan Wouters.
Entraîneur de La Gantoise de 2002 à 2003 puis du FC Emmen de 2003 à 2005, il devient ensuite l'adjoint de Co Adriaanse au FC Porto et au Metalurg Donetsk.
Il retourne à Amsterdam en 2007 en tant que directeur du centre de formation où il succède à John van den Brom. Il y reste jusqu'en juin 2011, où il est remplacé par Wim Jonk, conséquence de la révolution de velours sous la présidence de Johan Cruijff.
Après son départ de l'Ajax, il rejoint, en 2011, la Chine et devient responsable de la formation des équipes de la Fédération de Chine de football. Il dirige l'équipe de Chine des moins de 19 ans et l'équipe des moins de 20 ans jusqu'en 2014 et, en 2015, devient responsable de l'équipe des moins de 16 ans.
Le 17 février 2016, il rejoint le Galatasaray SK, où il devient directeur du centre de formation. 
Il devient entraîneur de ce dernier club dès le 16 mars 2016.
Il devient en 2018 l'entraîneur du SC Heerenveen.

## Palmarès
- Coupe de Turquie : 2016
- Supercoupe de Turquie : 2016